# Duque de Rutland
O Duque de Rutland é um título no Pariato da Inglaterra, nomeado em homenagem a Rutland, um condado nas Midlands Orientais da Inglaterra. Os condados nomeados em homenagem a Rutland foram criados três vezes. O nono conde da terceira criação foi elevado a duque em 1703, na linha da qual o título continua. O herdeiro aparente do ducado tem o privilégio de usar o título de cortesia de Marquês de Granby.

## Condes de Rutland

### Primeira criação
O título de Conde de Rutland foi criado a 25 de fevereiro de 1390 para Edward de Norwich (1373–1415), filho de Edmund de Langley, 1.º Duque de Iorque, e neto do Rei Eduardo III. Com a morte do Duque em 1402, Edward tornou-se Duque de York. O título extinguiu-se com a morte de Edward de Norwich na Batalha de Agincourt.

### Segunda criação
O título de Conde de Rutland foi criado pela segunda vez a 29 de janeiro de 1446 para Edmund (1443–1460), segundo filho de Richard Plantagenet, 3.º Duque de Iorque (e irmão mais novo do futuro Rei Eduardo IV).

### Terceira criação

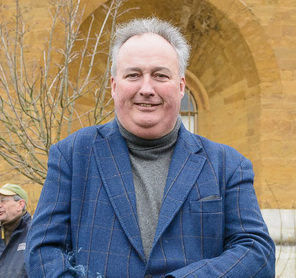
David Manners, 11.º Duque de Rutland, o atual Duque.

Thomas Manners (c. 1488–1543), filho do 11.º Barão de Ros, foi criado Conde de Rutland no Pariato da Inglaterra em 1525. Ele era bisneto de Richard Plantagenet. A baronia de 'de Ros' (às vezes grafada como Ros, Roos ou de Roos) foi criada por Simon de Montfort com um aviso de convocação à Câmara dos Lordes para Robert de Ros (1223–1285) em 1264. O título pode ser transmitido pela linha feminina quando não há herdeiro masculino e, assim, quando o 3.º Conde, Edward Manners (c. 1548–1587), não deixou filhos, a baronia de Ros passou para a família da sua filha Elizabeth (falecida em 1591), que se tornou esposa do 2.º Conde de Exeter. O 3.º Conde foi sucedido como 4.º Conde pelo seu irmão John (falecido em 1588). A baronia de Ros foi restaurada à família Manners quando Francis Manners, o 6.º Conde (1578–1632), a herdou em 1618 de seu primo William Cecil (1590–1618). No entanto, Francis morreu sem descendência masculina e a suposição do título de cortesia de Lorde Ros para o filho mais velho dos condes subsequentes parece não ter tido base legal. Com a morte do sétimo Conde em 1641, o Condado passou para seu primo distante John Manners de Haddon Hall, neto do segundo filho do primeiro Conde.

## Duques de Rutland
Em 1703, o nono Conde de Rutland foi criado Duque de Rutland e Marquês de Granby pela Rainha Ana.

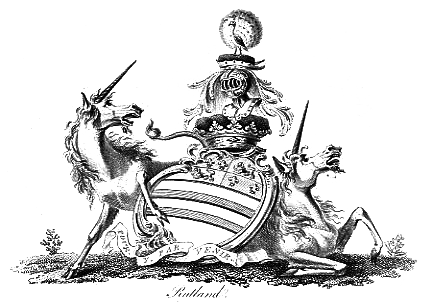
Armas dos Condes e dos Duques de Rutland.

### Marquês de Granby
O mais notável Marquês de Granby foi John Manners (1721–1770), filho mais velho do terceiro Duque. Ele foi um soldado competente e uma figura altamente popular de seu tempo. Em 1745, tornou-se coronel e a sua carreira militar floresceu durante a Guerra dos Sete Anos.
Na Batalha de Minden (1 de agosto de 1759), embora seu papel tenha sido pequeno, ele comandou a cavalaria de reserva. Em 1760, na Batalha de Warburg, liderou uma carga de cavalaria que derrotou os franceses, perdendo seu chapéu e peruca no processo. Em reconhecimento a isso, os soldados dos Blues and Royals (seu antigo regimento) têm o privilégio único no Exército Britânico de serem autorizados a saudar sem usar cabeçote. A perda do capacete e da peruca de Granby durante a carga deu origem à expressão "ficar careca" ao se referir a algo.
Em 1758, o Rei nomeou-o Coronel da Royal Horse Guards e em 1766, como Tenente-General, tornou-se Comandante-em-Chefe (uma nomeação basicamente política). Seu título foi homenageado por ser usado por um grande número de pubs em toda a Grã-Bretanha. Como Coronel, ele apoiou seus soldados mais capazes, de forma que, quando não podiam mais servir ao Regimento, ele lhes forneceria apoio financeiro para abrir um pub, sendo a única condição que o pub fosse nomeado "O Marquês de Granby" em sua homenagem. As cidades de Granby, Quebec, no Canadá, e Granby, Massachusetts, e Granby, Connecticut, nos Estados Unidos, bem como a Granby Street em Norfolk, Virgínia, EUA, também foram nomeadas em sua homenagem. Assim também foram dois fortes, o Forte Granby, em Tobago, e o Forte Granby na Carolina do Sul.

## Títulos subsidiários
Os títulos subsidiários do Duque de Rutland são: 
- Marquês de Granby (criado em 1703);
- Conde de Rutland (1525);
- Barão Manners, de Haddon no Condado de Derby (1679);
- Barão Roos de Belvoir, de Belvoir no Condado de Leicester (1896).

O título Barão Roos de Belvoir está no Pariato do Reino Unido, enquanto que os outros restantes estão no Pariato da Inglaterra. 
O título Marquês de Granby é o título que usualmente o filho mais velho e herdeiro do Duque de Rutland detém. 

## Solar da família

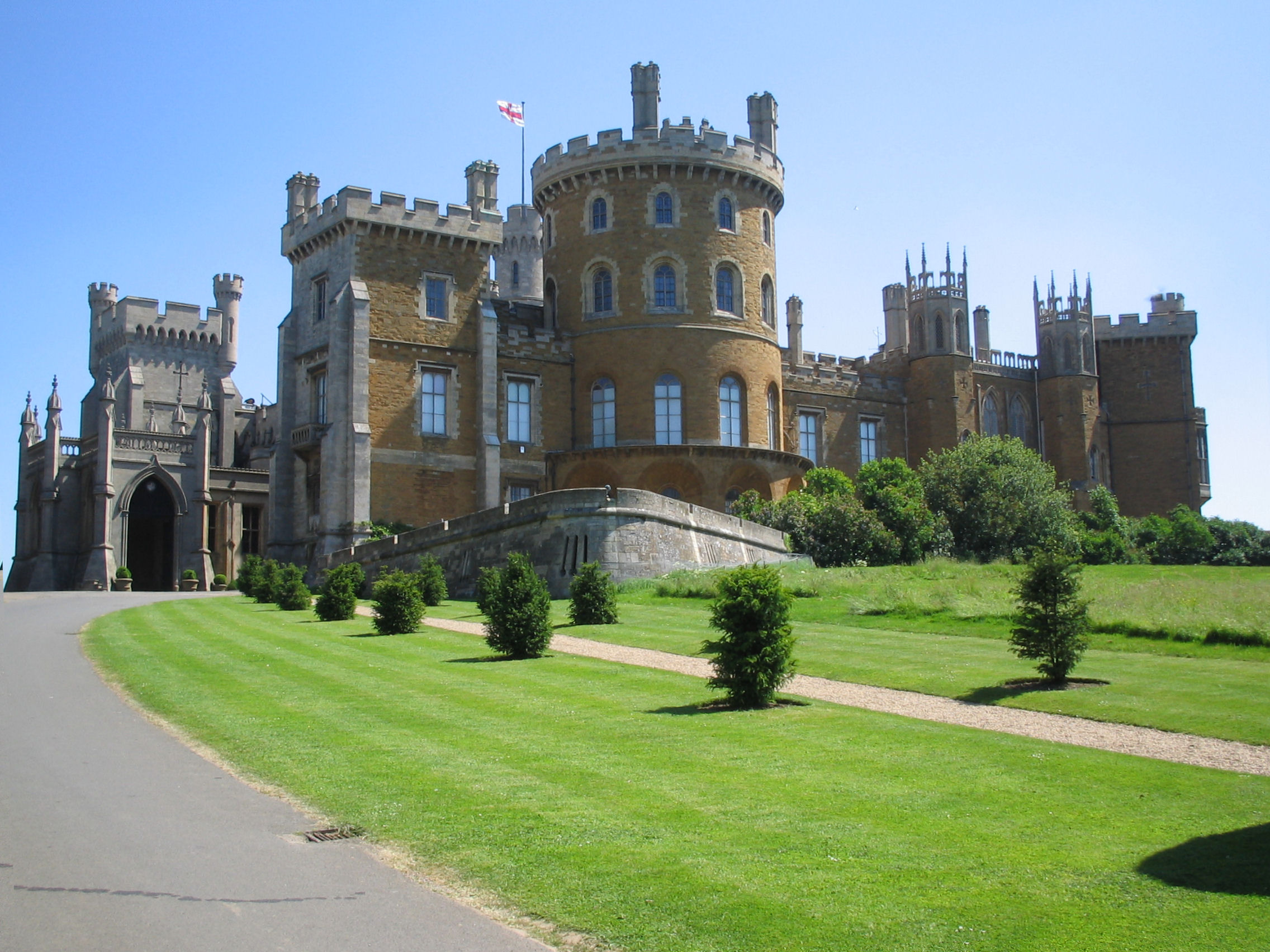
Castelo de Belvoir.

A família Manners possui o medieval Haddon Hall, em Derbyshire, e o Castelo de Belvoir, em Leicestershire, que foram sucessivamente ampliados e reconstruídos até o século XIX. Alguns quartos em ambos os edifícios estão abertos ao público. Eles são classificados como Grau I em arquitetura, situados em parques, florestas e jardins classificados, e abrangem uma característica hídrica central, que serviu de modelo para outras propriedades paisagísticas.

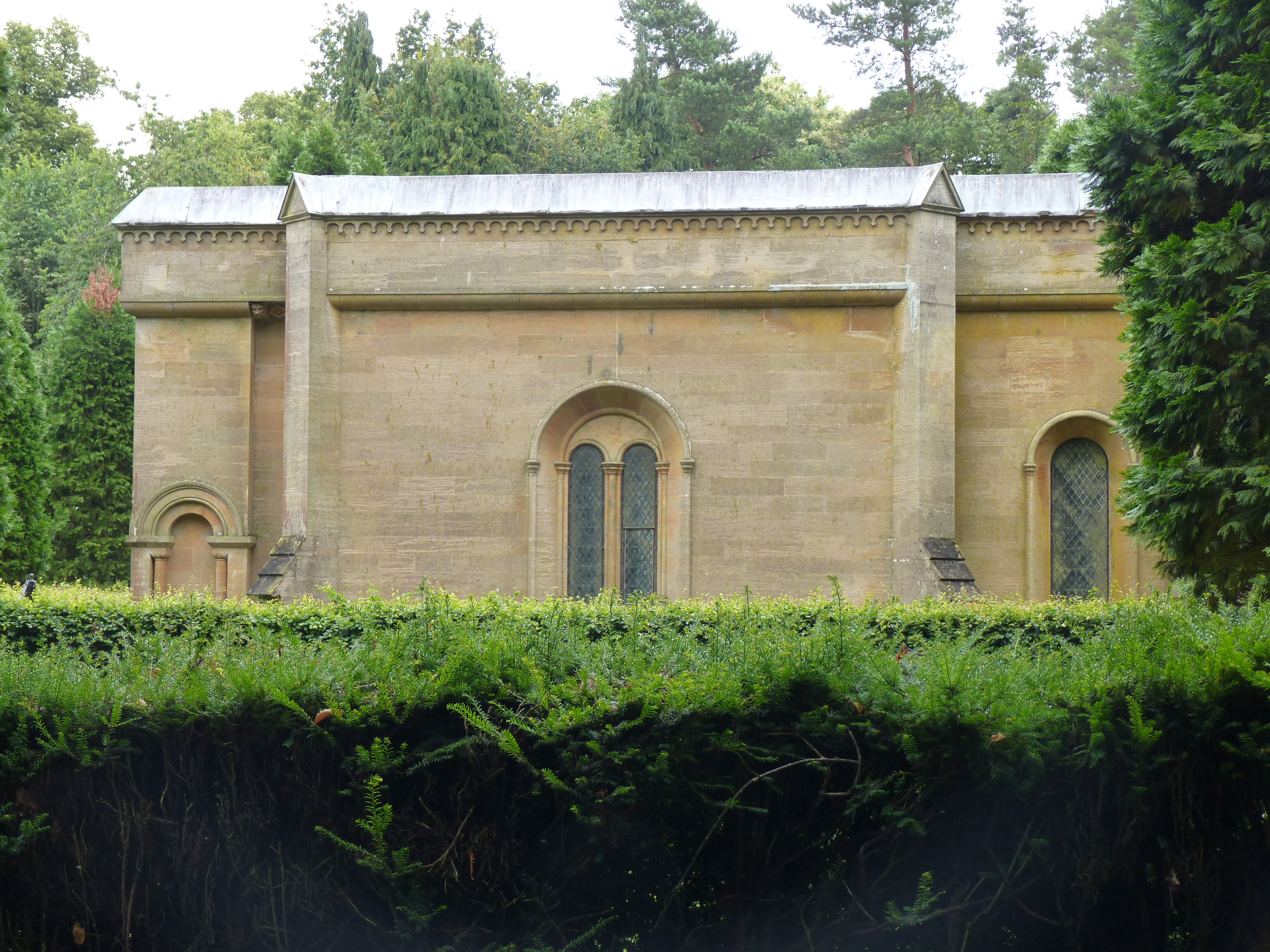
O mausoléu no Castelo de Belvoir.

Em 2009, para comemorar 500 anos de ocupação do Castelo de Belvoir pela família, duas aeronaves da RAF Cranwell, em Lincolnshire, exibiram o brasão do Duque. Em 11 de junho de 2009, o Duque visitou a base para ver as aeronaves: um King Air do 45.º Esquadrão (Reserva) e um Dominie do 55.º Esquadrão (Reserva).

### Enterros
O local tradicional de sepultamento da família Manners era a Igreja de Santa Maria a Virgem, em Bottesford. Desde a elevação ao ducado em 1703, a maioria dos Duques foi sepultada nos terrenos do mausoléu no Castelo de Belvoir. O mausoléu no Castelo de Belvoir foi construído por John Henry Manners, 5.º Duque de Rutland, após a morte de sua esposa, Elizabeth Howard (1780–1825), filha do 5.º Conde de Carlisle. Após sua construção, a maioria dos monumentos do século XVIII na Igreja de Belton foi transferida para o mausoléu, que então se tornou o principal local de sepultamento da família.

## Condes de Rutland, primeira criação (1385)
- Eduardo Plantageneta, Duque de York (1373-1415)
- Ricardo Plantageneta, Duque de York (1411-1460)

## Condes de Rutland, segunda criação (1525)
- Thomas Manners, 1.º Conde de Rutland (c. 1488-1543)
- Henry Manners, 2.º Conde de Rutland (c. 1516-1563)
- Edward Manners, 3.º Conde de Rutland (1549-1587)
- John Manners, 4.º Conde de Rutland (c. 1552-1588)
- Roger Manners, 5.º Conde de Rutland (1576-1612)
- Francis Manners, 6.º Conde de Rutland, Lorde Ros (1578-1632)
- George Manners, 7.º Conde de Rutland (1580-1641)
- John Manners, 8.º Conde de Rutland (1604-1679)
- John Manners, 9.º Conde de Rutland (1638-1711) (titulado Duque de Rutland em 1703).

## Duques de Rutland (1703)
| #  | Nome                                                | Período de vida | Esposa(s)              | Notas                                       |
| -- | --------------------------------------------------- | --------------- | ---------------------- | ------------------------------------------- |
| 1  | John Manners, 1.º Duque de Rutland                  | 1638–1711       | Anne Pierrepont        | Único filho do 8º Conde                     |
| 1  | John Manners, 1.º Duque de Rutland                  | 1638–1711       | Diana Bruce            | Único filho do 8º Conde                     |
| 1  | John Manners, 1.º Duque de Rutland                  | 1638–1711       | Catherine Noel         | Único filho do 8º Conde                     |
| 2  | John Manners, 2.º Duque de Rutland                  | 1676–1721       | Catherine Russell      | Filho do 1º Duque                           |
| 2  | John Manners, 2.º Duque de Rutland                  | 1676–1721       | Lucy Sherard           | Filho do 1º Duque                           |
| 3  | John Manners, 3.º Duque de Rutland                  | 1696–1779       | Bridget Sutton         | Filho mais velho do 2º Duque                |
| 4  | Charles Manners, 4.º Duque de Rutland               | 1754–1787       | Mary Isabella Somerset | Segundo filho de Lorde Granby               |
| 5  | John Henry Manners, 5.º Duque de Rutland            | 1778–1857       | Elizabeth Howard       | Filho mais velho do 4º Duque                |
| 6  | Charles Cecil John Manners, 6.º Duque de Rutland    | 1815–1888       | Sem casamentos         | Terceiro filho do 5º Duque, morreu solteiro |
| 7  | John James Robert Manners, 7.º Duque de Rutland     | 1818–1906       | Catherine Marley       | Quarto filho do 5º Duque                    |
| 7  | John James Robert Manners, 7.º Duque de Rutland     | 1818–1906       | Janetta Hughan         | Quarto filho do 5º Duque                    |
| 8  | Henry John Brinsley Manners, 8.º Duque de Rutland   | 1852–1925       | Violet Lindsay         | Filho mais velho do 7º Duque                |
| 9  | John Henry Montagu Manners, 9.º Duque de Rutland    | 1886–1940       | Kathleen Tennant       | Filho mais novo do 8º Duque                 |
| 10 | Charles John Robert Manners, 10.º Duque de Rutland  | 1919–1999       | Anne Bell              | Filho mais velho do 9º Duque                |
| 10 | Charles John Robert Manners, 10.º Duque de Rutland  | 1919–1999       | Frances Sweeny         | Filho mais velho do 9º Duque                |
| 11 | David Charles Robert Manners, 11.º Duque de Rutland | 1959-presente   | Emma Watkins           | Filho mais velho do 10º Duque Incumbente    |

## Linha de sucessão atual
- John Manners, 1.º Duque de Rutland (1638–1711)
  -  John Manners, 2.º Duque de Rutland (1676–1721)
    -  John Manners, 3.º Duque de Rutland (1696–1779)
      - John Manners, Marquess of Granby (1721–1770)
        - John Manners, Lord Roos (1751–1760)
        -  Charles Manners, 4.º Duque de Rutland (1754–1787)
          -  John Manners, 5.º Duque de Rutland (1778–1857)
            - George Manners, Marquess of Granby (1807)
            - George Manners, Marquess of Granby (1813–1814)
            -  Charles Manners, 6.º Duque de Rutland (1815–1888)
            -  John Manners, 7.º Duque de Rutland (1818–1906)
              -  Henry Manners, 8.º Duque de Rutland (1852–1925)
                - Robert Manners, Lord Haddon (1885–1894)
                -  John Manners, 9.º Duque de Rutland (1886–1940)
                  -  Charles Manners, 10.º Duque de Rutland (1919–1999)
                    -  David Manners, 11.º Duque de Rutland (b. 1959)
                      - (1) Charles Manners, Marquess of Granby (n. 1999)
                      - (2) Lord Hugo Manners (n. 2003)

                    - (3) Lord Edward Manners (n. 1965)
                      - (4) Alfred Manners (n. 2013)
                      - (5) Vesey Manners (n. 2013)

                  - Lord John Manners (1922-2001)
                    - (6) Richard Manners (n. 1963)

      - Lord George Manners-Sutton (1723-1783)
        - John Manners-Sutton (1752-1826)
          - The Revd Frederick Manners Sutton (1784-1826)
            - The Revd William Manners-Sutton (1824-1899)
              - Frederick Manners-Sutton (1865-1946)
                - John Manners-Sutton (1914-2003)
                  - (7) John Manners-Sutton (n. 1955)

        -  Thomas Manners-Sutton, 1.º Barão de Manners (1756–1842)
          -  John Manners-Sutton, 2.º Barão de Manners (1818–1864)
            -  John Manners-Sutton, 3.º Barão de Manners (1852–1927)
              - The Hon. John Manners (1892–1914)
              -  Francis Manners, 4.º Barão de Manners (1897–1972)
                -  John Manners, 5.º Barão de Manners (1923–2008)
                  - (8)  John Manners, 6.º Barão de Manners (n. 1956)
                    - (9) Hon. John Alexander David Manners (n. 2011)

                - The Hon. Richard Manners (1924–2009)
                  - (10) Edward Manners (n. 1948)
                  - (11) Rupert  Manners (n. 1950)
                    - (12) Stephen Manners (n. 1978)
                    - (13) Philip Manners (n. 1979)

                  - (14) Thomas Manners (n. 1954)
                    - (15) Rupert Manners (n. 1990)
                    - (16) Hugh Manners (n. 199)

                - (17) The Hon. Thomas Manners (n. 1929)
                  - (18) Charles Manners (n. 1957)
                    - (19) Joseph Manners (n. 1991)

                  - (20) Arthur Manners (n. 1959)
                    - (21) Hugo Manners (n. 1989)

                  - (22) Robert  Manners (n. 1962)
                    - (23) Archie Manners (n. 1993)
                    - (24) Orlando Manners (n. 1995)
                    - (25) Humphrey Manners (n. 1998)